# Frīdrihs Rubenis
Frīdrihs Rubenis (ur. 19 sierpnia 1902 w miejscowości Vecpiebalga w granicach Rosji ob. na Łotwie, zm. 3 lutego 1945 w rejonie Landeck na Pomorzu) – łotewski wojskowy (kapitan), dowódca kolejno SS-Wach-Bataillon "Riga", 2 batalionu 32 Pułku Grenadierów SS w 15 Dywizji Grenadierów SS, 32 Pułku Grenadierów SS, 3 batalionu, a następnie 1 batalionu SS-Grenadier Ausbildungs und Ersatz Brigade 15, 43 Pułku Grenadierów SS w 19 Dywizji Grenadierów SS, 2 batalionu 44 Pułku Grenadierów SS, 2 batalionu 33 Pułku Grenadierów SS, 33 Pułku Grenadierów SS, 32 Pułku Frenadierów SS podczas II wojny światowej.
Służył w armii łotewskiej. W 1924 r. ukończył akademię wojskową. Został przydzielony do 8 Pułku Piechoty w Daugavpils. W 1934 r. przeniesiono go do batalionu sztabowego. Następnie dowodził kompanią w tym batalionie w stopniu kapitana. Po zajęciu obszaru Łotwy przez wojska niemieckie w 1941 r., podjął współpracę z okupantami. Od 28 lipca tego roku był dowódcą 4 Łotewskiej Kompanii Schuma, zaś od 21 lutego 1942 r. – 18 Batalionu Schuma. 1 czerwca 1943 r. wstąpił do Legionu Łotewskiego SS, dostając stopień Waffen-Hauptsturmführera der SS. 1 sierpnia tego roku stanął na czele SS-Wach-Bataillon "Riga". W grudniu objął dowództwo 2 batalionu 32 Pułku Grenadierów SS w 15 Dywizji Grenadierów SS. Od 8 marca do 7 kwietnia 1944 r. dowodził Pułkiem, po czym został dowódcą 3 batalionu, a następnie 1 batalionu SS-Grenadier Ausbildungs und Ersatz Brigade 15. Od 10 września był dowódcą 43 Pułku Grenadierów SS w 19 Dywizji Grenadierów SS. W październiku objął dowództwo 2 batalionu 44 Pułku Grenadierów SS, a następnie 2 batalionu 33 Pułku Grenadierów SS w 15 Dywizji Grenadierów SS. Przez pewien czas dowodził całym Pułkiem. 25 stycznia 1945 r. przejął dowodzenie 32 Pułkiem Frenadierów SS. Pod koniec wojny miał stopień Waffen-Sturmbannführera der SS. 3 lutego zginął w walkach na Pomorzu.